# سندرم بازکس
سندرم بازکس (انگلیسی: Bazex syndrome) یا آکروکراتوز پارانئوپلاستیک یک بیماری جلدی است که مشخصه‌اش ضایعات شبه پسوریازیس در دست‌ها، پاها، گوش‌ها، بینی، ناخن و بافت‌های اطراف آن است، چنان‌که با درگیری ناخن ناشی از پسوریازیس قابل افتراق نیست. این بیماریِ جلدی، با کارسینوم‌های دستگاه گوارش فوقانی و سرطان‌های دستگاه تنفس در ارتباط است.: ۶۶۵ 
نخستین موردِ این بیماری توسط آنری گوژرو و شارل گروپر در سال ۱۹۲۲ گزارش شد. حدود چهار دهه بعد در سال ۱۹۶۵، پزشک فرانسوی آندره بازکس آن را به عنوان یک سندرم پارانئوپلاستیک توصیف کرد.